# Якубович, Максимилиан Юрьевич
Максимилиа́н Ю́рьевич (Ю́льевич) Якубо́вич (1784—1853) — российский филолог, профессор Киевского и Московского университетов.

## Биография
Из дворян, вероисповедания римско-католического, поляк. Высшее образование получил в Виленском университете. Получив степень магистра философии, 1 (13) сентября 1811 года был определён учителем латыни в Луцкое уездное училище, в 1812 году переведён в Светевиское уездное училище (местечко Поставы Виленской губернии); затем — старший учитель Полоцкого уездного училища. С 1813 года в течение пяти лет преподавал красноречие, греческий, польский и латинский языки в Гродненской гимназии в Свислочи. С сентября 1818 года — учитель латинского языка и древней литературы в Варшавском лицее, через год вновь определён в Гродненскую гимназию учителем латинской словесности. С 1 сентября 1824 года Якубович стал учителем латинской словесности в Волынском лицее, где издал «Грамматику польского языка» («Grammatyku języka polskiego», 1826—1827), принятую в число учебных руководств для заведений края, а также «Грамматику латинского языка» («Grammatyku języka łacińskiego», 1825—1826) и педагогический труд «Об образе изучения языков» («О sposobie uczenia języków. Jakim sposobem uczy się dziécię mowy ojczystéj?», 1826). В 1834 году был утверждён в должности ординарного профессора римской словесности и древностей в только что созданном в Киеве Императорском университете св. Владимира; одновременно преподавал греческий язык и словесность. В 1836 году Совет университета избрал Якубовича деканом 1-го отделения философского факультета. В 1837 году за безупречную выслугу по учебной части 25 лет награждён пожизненной пенсией полного оклада жалования по званию ординарного профессора. Читал в университете курсы классической филологии, истории греческой и римской литературы, «филологической археологии» и нумизматики, греческой грамматики.
28 апреля 1839 года (после временного закрытия университета Святого Владимира) Якубович был переведён в Императорский Московский университет на должность ординарного профессора кафедры латинского языка и истории римской литературы и римской древности философского факультета 1839—1842 годах. Преподавал на 1-м курсе I отделения философского факультета латынь, на 3 и 4 курсах — историю римской литературы и римские древности.
Вышел в отставку в 1842 году. Жил в Вильне, Киеве и Кременце, последние годы жизни провёл в Житомире, где подготовил на польском языке монографию по христианской философии. Скончался в Житомире в апреле 1853 года.

## Награды
- Орден Святой Анны III степени (1835)[2]
- Орден Святого Владимира IV степени (1837)[2]
- знак отличия за 25 лет службы (1837).

## Бибилиография
- «Grammatyka języka łacińskiego» (ч. I—III, Вильно, 1825—1826);
- «Grammatyka języka polskiego» (ч. I—III, Вильно, 1825—1827);
- «О sposobie uczenia języków. Jakim sposobem uczy się dziécię mowy ojczystéj?» (Кременец, 1826);
- «De pulchro Platonico» («Записки и речи, читан. в торжественном собрании Имп. унив. св. Владимира, 15 июля 1834», Киев, 1840);
- «De virtute Romanorum antiqua ejusque causis» (M., 1841, «Речи и отчет о состоянии Имп. моск. унив. 1840—1841 гг.»);
- «Chrześciańska filosofia życia w porownamu z filozofią naszego wieku panteistyczną» (Вильно, 1853, ч. I—III).